# 萨斯喀彻温670号省道
670号高速公路(Highway 670)位于加拿大萨斯喀彻温省。这条路连接了雅恩村(Young)附近的2号高速和威斯康特村(Viscount)附近的16号高速，全长约28千米。